# Erica klotzschii
Erica klotzschii är en ljungväxtart som först beskrevs av Alm och T.C.E. Fr., och fick sitt nu gällande namn av E.G.H. Oliver. Erica klotzschii ingår i släktet klockljungssläktet, och familjen ljungväxter. Inga underarter finns listade i Catalogue of Life.